# Мейпл Лиф-гарденс
Мейпл Лиф-гарденс (англ. Maple Leaf Gardens) — крытая спортивная арена в Торонто, Канада. В последнее время практически не используется. В период с 1931 по 1999 год использовалась в качестве домашней арены команды НХЛ «Торонто Мейпл Лифс». На этой арене «Лифс» выиграли 11 Кубков Стэнли. В прошлом стадион использовался различными командами по многим видам спорта.
Кроме спортивных соревнований, арена использовалась для проведения различных концертов и других мероприятий. 17 августа 1966 здесь состоялся один из последних концертов английской группы The Beatles, на котором «великолепная четверка» представила в числе прочих ряд новых песен со свежего альбома Revolver.
В 1972 году на арене прошла вторая игра во время суперсерии СССР против Канады. Канадцы победили 4:1.
В 2007 году арена была признана исторической достопримечательностью Канады.